# Кутина
Кутина је град у Хрватској, у Сисачко-мославачкој жупанији. Налази се у регији Мославина. Према првим резултатима пописа из 2011. у граду је живело 22.815 становника, а у самом насељу је живело 13.773 становника.

## Историја
У месту је од 1850. године организован Срески суд.
Почетком 20. века Кутина са својим православним Србима потпада као парохијска филијала селу Ступовачи.
Пред Други светски рат варошица Кутина има око 5.000 становника.

## Привреда
Годишњи вашар у Кутини се одржавао 3. децембра 1853.
У међуратном периоду варошица Кутина је била позната по виноградарству. Скоро свака кућа је имала виноград и одатле се вино на велико извозило - по 2000 вагона годишње. Године 1937. ту је било 25 трговачких радњи и око 120 занатских радионица. Постојала су месна удружења тих делатника. Ту ради приватна електрична централа која даје осветљење.
Исте 1937. године у Кутини се радило на инсталацијама будуће Гасне централе која је требало да место снабдева гасом за осветљење и погон машина. Плинска централа је постављена надомак месне Жељезничке станице.

## Култура и образовање
Године 1937. у Кутини поред Основне, радиле су и Државна грађанска и Занатска средња школа. Поменута Државна мешовита грађанска школа је од марта 1937. године понела име "Краљевић Томислав". Та школа је имала 1937. године "занатско-индустријски правац".
Становници Кутине су пред Други светски рат били укључени у рад друштава: Соколско друштво, Хрватска читаоница, Ватрогасна чета, Црквено певачко друштво, Спорт клуб "Мославина" (фудбалски; основан 1919). Постојала је у месту Израелитска (Јеврејска) црквена општина са рабином (1924).

## Становништво

### Попис 2001.
По попису из 2001. године у Граду је живело 24.597 становника, од тога у самој Кутини 14.814 становника. Град Кутина има 23 насељена места.

### Попис 1991.
По попису становништва из 1991. године, општина Кутина је имала 39.520 становника, распоређених у 48 насељених места.
| година пописа | укупно | Хрвати          | Срби          | Југословени | остали        |
| ------------- | ------ | --------------- | ------------- | ----------- | ------------- |
| 1991          | 39.520 | 32.772 (82,92%) | 3.105 (7,85%) | 781 (1,97%) | 2.862 (7,24%) |

По попису из 1991. године у општини Кутина је живело 607 Чеха.
Бивша велика општина Кутина је новом територијалном организацијом у Хрватској укинута и формирани су: град Кутина и општине: Велика Лудина и Поповача.
Према новој територијалној подели, национални састав 1991. године је био следећи:
| *                     | укупно | Хрвати          | Срби           | Југословени | остали        |
| --------------------- | ------ | --------------- | -------------- | ----------- | ------------- |
| град Кутина           | 24.829 | 19.059 (76,76%) | 2.933 (11,81%) | 701 (2,82%) | 2.136 (8,60%) |
| општина Велика Лудина | 2.869  | 2.701 (94,14%)  | 10 (0,34%)     | 9 (0,31%)   | 149 (5,19%)   |
| општина Поповача      | 11.822 | 11.012 (93,14%) | 162 (1,37%)    | 71 (0,60%)  | 577 (4,88%)   |

## Попис 1991.
На попису становништва 1991. године, насељено место Кутина је имало 14.992 становника, следећег националног састава:
| Попис 1991.‍    | Попис 1991.‍  | Попис 1991.‍ | Попис 1991.‍ | Попис 1991.‍ |
| -------------- | ------------ | ----------- | ----------- | ----------- |
|                |              |             |             |             |
| Хрвати         | Хрвати       |             | 11.566      | 77,14%      |
| Срби           | Срби         |             | 1.639       | 10,93%      |
| Југословени    | Југословени  |             | 545         | 3,63%       |
| Чеси           | Чеси         |             | 173         | 1,15%       |
| Муслимани      | Муслимани    |             | 102         | 0,68%       |
| Италијани      | Италијани    |             | 72          | 0,48%       |
| Албанци        | Албанци      |             | 61          | 0,40%       |
| Мађари         | Мађари       |             | 44          | 0,29%       |
| Словаци        | Словаци      |             | 38          | 0,25%       |
| Словенци       | Словенци     |             | 29          | 0,19%       |
| Црногорци      | Црногорци    |             | 21          | 0,14%       |
| Украјинци      | Украјинци    |             | 20          | 0,13%       |
| Македонци      | Македонци    |             | 19          | 0,12%       |
| Немци          | Немци        |             | 16          | 0,10%       |
| Роми           | Роми         |             | 7           | 0,04%       |
| Русини         | Русини       |             | 5           | 0,03%       |
| Пољаци         | Пољаци       |             | 4           | 0,02%       |
| Бугари         | Бугари       |             | 2           | 0,01%       |
| Руси           | Руси         |             | 1           | 0,00%       |
| Турци          | Турци        |             | 1           | 0,00%       |
| остали         | остали       |             | 1           | 0,00%       |
| неопредељени   | неопредељени |             | 412         | 2,74%       |
| регион. опр.   | регион. опр. |             | 13          | 0,08%       |
| непознато      | непознато    |             | 201         | 1,34%       |
| укупно: 14.992 |              |             |             |             |

## Управа
Градоначелник је Златко Бабић из Хрватске демократске заједнице (ХДЗ).

## Познате личности
- Дубравка Угрешић, хрватска књижевница.